# Rato Dracang
A Rato Dracang (a dracang tibeti nyelven „iskolát” vagy „egyetemet” jelent) vagy Rato kolostor tibeti buddhista kolostor illetve egyházi egyetem, amely a gelug iskolához, azaz a „sárga kalapos” tibeti hagyományhoz tartozik. A Rato évszázadokon át Tibet egyik legjelentősebb egyházi felsőfokú oktatási intézménye volt. 
Az 5. dalai láma, Ngavang Loszang Gyaco (1617–1682), a Rato kolostort úgy nevezte, hogy a „tigris odú”. Az intézmény a logikai tanulmányok egyik központjának számított, ahová távoli kolostorokból is ellátogattak a buddhista szerzetesek (bhikkhu) minden évben, hogy alaposabban elsajátítsák a logika és az érvelés tudományát.
Tibet 1959-es kínai megszállása után a Rato kolostort újból megalapították a tibeti menekültek Indiában, a Karnátaka állambeli Mundgod településen. A 2010-es évek elején létrehoztak egy alapítványt a kolostor anyagi stabilizálása érdekében. 2012-ben egy nyugati szerzetest, Nicholas Vreeland-ot nevezték ki az intézmény apátjaként.

## Története
A Rato kolostort a 14. században alapította Tak Pa Zang Bo, Tibet fővárosa, Lhásza külvárosában.
A 17. század során az 5. dalai láma a „tigris odújának” nevezte a kolostort egyik versében.
Khyongla Rato rinpocse, (született: 1923), a Rato kolostor főlámája, fiatal szerzetesként tanult az eredeti Rato kolostorban, Tibetben. 1959-ben még közel 500 szerzetes tanult a kolostorban.
1983-ban felépítették az indiai Mungod településen a Rato kolostor egy kisebb változatát. A kétemeletes kolostor csak egy templomból, egy hálóteremből és egy konyhából állt ekkor még egy negyed hektáros földterületen. Később  a szomszédos földművelőktől való felvásárlással kibővítették ezt a területet. 2008-ban terveket alkottak több nagyobb épület létrehozására helyi anyagok, valamint olcsó és fenntartható technológiák felhasználásával. Ahogy a pénz is lassan összegyűlt, a projektet fokozatosan megvalósították.
Amikor a Rato kolostort felépítették Indiában, először még az ugyanebben az indiai körzetben lévő Drepung kolostor részeként működött. Az 1980-as évek legvégén azonban teljesen különvált a Rato kolostor önálló vallási intézményként.
2012-ben már mintegy 100 szerzetes tanult a Rato egyházi egyetemen. 2012. májusában a 14. dalai láma, Tendzin Gyaco Thupten Lhundup gesét (Nicholas Vreeland) nevezte ki a kolostor új apátjának, amely az első alkalom volt, hogy egy fő buddhista kolostor élére egy nyugati embert választottak. A Rato kolostor azon kevés kolostor közé tartozik, amely a dalai láma patronátusa alá tartozik.
Sokszor feltűnik a Rato kolostor a 2014-ben készült Szerzetes egy kamerával (Monk with a Camera) című dokumentumfilmben.

## A Rato Dracang Alapítvány
1986-ban Thupten Lhundup a barátaival létrehozott egy nonprofit alapítványt a kolostor anyagi támogatása érdekében, illetve, hogy tudományos kapcsolatokat építhessenek nyugati felsőoktatási intézményekkel. Az alapítvány támogatja a fontos buddhista tudományos szövegek fordítását, amelyek jelenleg nem elérhetők angol vagy kínai nyelven. Dolgoznak továbbá azon, hogy testvérkolostori kapcsolatot építsenek ki nyugati intézményekkel.

## Galéria

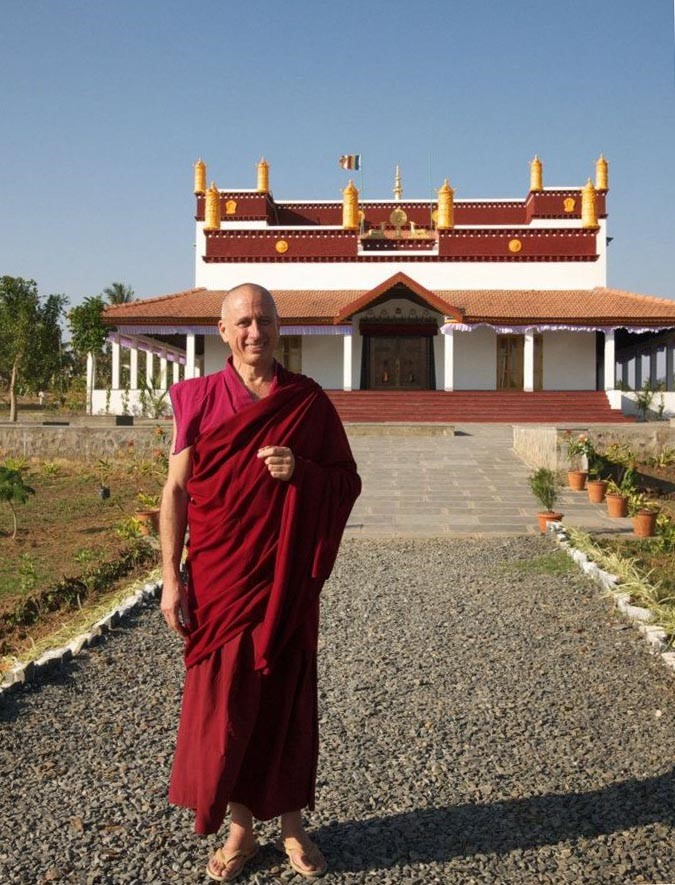
Khen rinpocse (Nicolas Vreeland) az újonnan átadott Rato templom előtt - 2015. január